# いますぐお兄ちゃんに妹だっていいたい!
『いますぐお兄ちゃんに妹だっていいたい!』（いますぐおにいちゃんにいもうとだっていいたい!）は、2012年12月14日にfairysから発売された、PC用恋愛アドベンチャーゲーム。略称は「いま妹」。
2014年4月24日には、GNソフトウェアよりPlayStation Vita版が発売された。

## 概要
親の再婚でできた義妹が、主人公に対してだけ「弟」と偽って共に生活していく物語である。
spriteのアダルトゲーム『恋と選挙とチョコレート』（以後『恋チョコ』）の制作スタッフにより結成された、全年齢対象ゲームブランド・fairysのデビュー作。『恋チョコ』の成功と、若いユーザーから全年齢向けソフトの希望を多く受けたことから、本作品を企画した。
『恋チョコ』と同じ世界観で、作品舞台は東京都江東区周辺がモデルになっており、時間軸は数年前となっている。『恋チョコ』のヒロイン・住吉千里と東雲皐月が本作品にも登場する。また本作品のヒロイン4名（歩夢、奉莉、真央、希実花）が、テレビアニメ版『恋チョコ』にゲストキャラクターとして登場している。

## ストーリー
（出典：）
三谷陸斗は父の再婚により、義母とその娘の歩夢と暮らすことになる。しかし兄妹別々の部屋を用意できなかったため、両親は歩夢を「弟」だと陸斗に紹介。“男”なのにかわいい歩夢との同居に戸惑う陸斗だったが、歩夢は新学期から陸斗と同じ朝岡学園へ“女装”して女生徒として通うことに。そして朝岡学園では、中学からの腐れ縁の奈々瀬奉莉、歩夢とは逆に女子なのに男として生きる茂森真央、高校デビューを狙ってイメチェンした拝田希実花と、一癖も二癖もある女の子達と陸斗は出会う。クラスの副委員長になった陸斗は、委員長の希実花やイベント実行委員の歩夢・奉莉・真央・章介とともにクラスをまとめ、4月の学園イベント「桜花祭」で総合優勝を目指す。

## 登場人物
（出典：）

### 主人公
三谷 陸斗（みたに りくと）
声 - 島﨑信長
身長：171cm / 体重：60kg
物語の主人公。朝岡学園1年8組。15歳。人当りの良い性格で誰からも好かれ、クラスでは副委員長として希実花を助けつつ学園イベント「桜花祭」に取り組んでいる。7年前に他界した母・郁美を忘れられず、彼女の形見の腕時計をいつもベルトに付けている。運動神経がよく、小学生時代はスポーツ少年団でサッカーをやっていた。
父・直真が良子と再婚することになり、良子の連れ子の歩夢と兄妹となる。しかし新家族で入居する予定のマンションの工事が遅れており、それまで一部屋で同居するのは歩夢が気まずいだろうという良子の気遣いから「弟」だと紹介され、一人だけ歩夢を男子だと思っている。男にしては可愛すぎる歩夢に、家でも学園でもドキドキさせられている。

### ヒロイン
三谷 歩夢（みたに あゆむ）
声 - 茅原実里
T152 / BW42 / スリーサイズ：B75/W55/H78
学園1年8組。15歳。母・良子の再婚により、陸斗の義妹となる。本当は女の子なのだが、良子のアイデアでしばらくの間、家では男装して男子として、学園ではそのまま女子として過ごす事になった。今まで一人っ子で兄弟（特に「お兄ちゃん」）が欲しかったため、陸斗が兄になったことを喜んでいるが、“弟”だと偽っていることには複雑な思いを抱いている。素直な性格のしっかり者で、三谷家の家事を一通りこなし、特に料理が得意。
奈々瀬 奉莉（ななせ まつり）
声 - 伊藤かな恵
T158 / BW46 / B83/W58/H84
学園1年8組。15歳。サバサバした性格で面倒見が良く、名前のとおりお祭り好きな下町っ子。クラスでもイベント実行委員となり、桜花祭ではみんなの先頭に立って盛り上げている。陸斗とは中学でも3年間同級だった「盟友」で、男友達のように付き合っている。実家はいなせにある寿司屋「七勢寿司」で、放課後は家業を手伝っている。両親と弟の4人家族だが、とある理由で母親を敬遠している。
茂森 真央（しげもり まお）
声 - 茅野愛衣
T165 / BW49 / B86/W58/H85
学園1年8組。15歳。礼儀正しくまじめで正義感が強い。実家は剣術道場で、家に代々伝わる剣術「無限開真流」を幼い頃から習っており、その腕は切紙級。師範の祖父から免許皆伝を受けるまで「男」として育てられることになっていて、朝岡学園にも男装して男子生徒として入学してきた。体育の着替えでも恥じらい無く男子に混ざるため、逆に男子たちが困っている。凜々しい男装が女生徒に人気。一方で年頃の女子らしくかわいいグッズに瞳を輝かせる一面もあるが、本人は必死に隠そうとしている。
拝田 希実花（はいだ きみか）
声 - 日笠陽子
T161 / BW46 / B80/W57/H81
学園1年8組。15歳。陸斗たちのクラスメイトで学級委員長。成績優秀だがあがり症で引っ込み思案。実は小学校でも陸斗とクラスメイトだったが、陸斗には気付かれていない。元々は地味で目立たない性格と容姿だったが、朝岡学園への進学をきっかけにそんな自分を変えようと、髪を伸ばしメガネをコンタクトにするなど、イメチェンに努力している。入学式で新入生代表を務めたために夏奏からクラス委員長に指名されてしまい、オドオドしながら必死にこなしている。

### その他
三谷 直真（みたに なおま）
声 - 中井和哉
T182 / BW72
陸斗の実父。42歳。洋菓子のパティシエで腕は一流。彼が経営するイチゴ洋菓子専門店「een×vijf（エーンフェイフ）」は多くの客で賑わっている。「イチゴは正義」と豪語するほどのイチゴ好きで、イチゴの話になると俄然ハイテンションになる。7年前に妻の郁美が亡くなり、男手ひとつで陸斗を育ててきた。その間自分を支えてくれた良子と相思相愛となり、お互いパートナーに先立たれた境遇なこともあり再婚を決意した。郁美との思い出の腕時計を左手にはめている。
三谷 良子（みたに りょうこ）
声 - 堀江由衣
T160 / BW48 / B80/W58/H84
歩夢の実母で、直真と再婚して陸斗の義母となる。旧姓は角田（つのだ）。35歳だが、20代でも通るほど若々しく、陸斗の一言がきっかけで家では「25歳」で通している。直真を「なおたん」と呼ぶほどラブラブ。陸斗と一部屋で同居することになった歩夢への気遣いから、家では「男」として男装させることにする。特殊メイクの仕事をしており、歩夢の男装メイクも彼女の手による。
神崎 未玖（かんざき みく）
声 - 竹達彩奈
T147 / BW39 / B72/W52/H75
陸斗や歩夢のマンションの隣に住む、陸斗の幼馴染み。12歳。物語開始の春にいなせ第二中学に入学した。一人っ子で、陸斗を「お兄ちゃん」と呼んで慕っており、だんだん過激に迫ってきている。
森 夏奏（もり かなで）
声 - 儀武ゆう子
T163 / BW50 / B88/W60/H87
朝岡学園教師で、陸斗たち1年8組のクラス担任。23歳。いつも脳天気で明るく、生徒からは「夏奏ちゃん」と呼ばれて親しまれている。何もない所を歩くだけで躓いたりするほどの天然ドジ。
横山 章介（よこやま しょうすけ）
声 - 松岡禎丞
T167 / BW74
学園1年8組。陸斗たちのクラスメイト。15歳。多少アクのある顔だが良識ある性格の持ち主で、その紳士的な言動から周囲に人気がある。スマートフォンを所持しており、興味のある事はネットですぐ調べる。
小林 琉伍（こばやし りゅうご）
声 - 緒方恵美
T181 / BW70
学園2年。16歳。サッカー部のエースストライカー。陸斗とは同じ中学の先輩後輩の仲で、時折陸斗に入部を薦めている。かっこいい見た目と言動だが、さらっと自然に嘘をつく時もある。自動二輪の免許を取得しており、愛車はホンダ・ホーネット。
茂森 鋼造（しげもり こうぞう）
声 - 秋元羊介
真央の祖父。剣術流派「無限開真流」宗家四世で号は「鋼真齋」。厳しい頑固者で、その性格は真央にも受け継がれている。真央に流派の跡を継がせるために幼少時から男子として扱い、厳しく教えてきたが、真央が年頃の女性になるにつれ、今までの教育を若干後悔している面もある。彼の弟子である朝岡学園理事長に働きかけて、真央を男子生徒として入学させた。
住吉 千里（すみよし ちさと）
声 - 中村繪里子
T157 / BW45 / B83/W56/H82
深川区初芝に住んでいる歩夢の従姉妹。中学3年。14歳。歩夢とは「あゆちゃん」「ちいちゃん」と呼び合う仲。『恋チョコ』のヒロイン。
東雲 皐月（しののめ さつき）
声 - 浅川悠
T161 / BW46 / B84/W57/H84
いなせ第二中学3年。14歳。陸斗の後輩であり、奉莉とは近所の幼馴染みで仲が良い。『恋チョコ』のヒロイン。
三谷 郁美（みたに いくみ）
陸斗の実母。故人。元々体が弱く、7年前に病気を患ったが、同時期に夫の直真が詐欺に遭い、その損失を埋めようと無理して働いた結果、病状が悪化して亡くなった。自分が妻を殺したと自暴自棄になりかけた夫に「人を信じる心を忘れないで」と最期に言い残した。彼女の形見である夫婦お揃いの腕時計は、陸斗が引き継いで身に付けている。

## 世界観・用語
（出典： ）
大都会・首都
物語の舞台がある大都会。東京都江東区周辺をモデルにしており、『恋チョコ』の舞台にもなっている。
いなせ
陸斗・皐月たちが住んでいる地区で、深城区に存在する歴史ある下町。モデルは門前仲町。
波止場区洗場
私立朝岡学園がある埋立地で、新興商業地区として観光地化している。複数のショッピングモールや遊園地などの遊興施設に加え、広大な公園や海岸など自然を体感できるスポットもある。モデルはお台場海浜公園周辺。
私立朝岡学園
陸斗たちが通う学園で、洗場にある進学校。創設者の朝岡緒壱郎（あさおか いちろう）が戦前に開いた私塾「朝岡塾」が始まりで、戦後「朝岡学園」に改名して洗場に校舎を移転した。独特な校舎に加え、自由な校風と毎月イベントが行われる「常祭学園（じょうさいがくえん）」として、近隣の高藤学園と人気を二分する有名校。1学年8クラス構成で、生徒数は約1000人。
桜花祭
朝岡学園で4月に開催され、1年生が最初に取り組むクラス対抗イベント。「球技大会」「洗場クエスト」「チャリティフェスタ」「パフォーマンスパーティー」の4つのステージがあり、それらのポイントの合計で総合優勝が決まる。優勝クラスには学園屋上にある「ブリッジビューラウンジ」を半年間占有する権利が与えられ、とても眺めが良く昼食に最適なため、陸斗たちは頑張って優勝を目指している。

## スタッフ
（出典：）
- 企画・シナリオ - 堅木功（歩夢・奉莉・真央ルート）、谷崎央佳（希実花ルート）
- 原画・キャラクターデザイン - 春夏冬ゆう
- 音楽 - Elements Garden
- ムービー制作 - 神月社（Mju:z）
- プロデューサー - サカモトアキラ
- 制作協力 - 株式会社ランティス
- 音楽プロデューサー - 斎藤滋（株式会社ランティス）
- 制作・著作 - フェアリス

## 主題歌
（出典：）

### オープニング主題歌
グランドOP主題歌「Secret Season 〜桜色の恋人〜」
歌・作詞：茅原実里、作曲・編曲：菊田大介
OP主題歌「桜色」
歌：eufonius、作詞：riya、作曲・編曲：菊地創

### 挿入歌
挿入歌「未来シルエット」
歌：marble、作詞：micco、作曲・編曲：菊池達也
挿入歌「今、歩き出す君へ」
歌・作詞：Ceui、作曲：小高光太郎・Ceui、編曲：小高光太郎

### エンディング主題歌
三谷歩夢エンディング主題歌「恋物語」
歌：三谷歩夢（茅原実里）、作詞：RUCCA、作曲・編曲：rino
奈々瀬奉莉エンディング主題歌「告白」
歌：奈々瀬奉莉（伊藤かな恵）、作詞：RUCCA、作曲・編曲：rino
茂森真央エンディング主題歌「翼の詩」
歌：茂森真央（茅野愛衣）、作詞：RUCCA、作曲・編曲：戸田章世
拝田希実花エンディング主題歌「君とずっと」
歌：拝田希実花（日笠陽子）、作詞：lotta、作曲：rino、編曲：戸田章世
グランドエンディング主題歌「未来を開く鍵」
歌：結城アイラ、作詞：yoshiko、作曲・編曲：田辺恵二

### キャラクターソング
三谷歩夢キャラクターソング「サクラ前線」
歌：三谷歩夢（茅原実里）、作詞：RUCCA、作曲・編曲：東タカゴー
奈々瀬奉莉キャラクターソング「今は このまま…」
歌：奈々瀬奉莉（伊藤かな恵）、作詞・作曲・編曲：lotta
茂森真央キャラクターソング「明日になって」
歌：茂森真央（茅野愛衣）、作詞：rino、作曲・編曲：戸田章世
拝田希実花キャラクターソング「my mind」
歌：拝田希実花（日笠陽子）、作詞：lotta、作曲・編曲：戸田章世

## コミカライズ
いますぐお兄ちゃんに妹だっていいたい!
原作：fairys / 作画：おだまさる
『月刊コミック電撃大王』2012年11月号より2014年4月号まで連載。コミックスは電撃コミックスより全3巻。
1. 2013年3月27日発売 / ISBN 978-4-04-891469-7[17]
2. 2013年11月27日発売 / ISBN 978-4-04-866085-3[18]
3. 2014年5月27日発売 / ISBN 978-4-04-866552-0[19]

## 反響

### 販売本数
PS Vita版は発売日である2014年4月24日から2014年12月28日までの間に6,068本販売され、2014年期の販売ランキングでは574位であった。

### 批評
『ファミ通』2014年5月1日号にてPS Vita移植版のレビューが掲載された。4人のレビュアーがそれぞれ6, 8, 7, 6点をつけ、40点満点中27点を得た。グラフィックの質・キャラクターの魅力・ボーカル曲・声優のキャスティングなどが評価された一方で、シナリオに関してはボリューム不足で詰めが甘いと指摘された。特に、義妹が弟と偽る設定には無理があり混乱すると述べられた。ゲームシステムに関しては、PS Vita向けに調整されたインターフェースは快適だとの意見が寄せられた。